# アントワーヌ・シャペイ
アントワーヌ・シャペイ（Antoine Chappey, 1960年 - ）は、フランス出身の俳優。アントワーヌ・シャペーという表記も見られる。

## 主な出演作品
- 男と女と男　Pour rire !　(1996年)
- クレーヴの奥方　La Lettre　(1999年)
- 家路　Je rentre à la maison (2000年)
- ふたりの5つの分かれ路　5x2　(2003年)